# Nord Noratlas
Nord Noratlas — французский военно-транспортный самолёт. Разработан и серийно производился предприятием Nord Aviation. Первый полёт — 1949, ввод в эксплуатацию — 1953. Серийный выпуск продолжался с 1951 по 1961, выпущено 425 самолётов в более чем 20 модификациях.

## Разработка. Конструкция самолёта
После завершения Второй Мировой войны военное ведомство Франции ощутило необходимость в замене устаревших военно-транспортных самолётов Junkers Ju 52 и C-47, которые составляли основную часть парка транспортной авиации.
В 1947 был организован конкурс на разработку нового самолёта по спецификациям военного ведомства. Конкурс был выигран компанией Nord, представившей проект самолёта двухбалочной схемы Nord 2500. Конструкция представляла собой цельнометаллический двухбалочный моноплан с высоким расположением крыла и трехстоечным убирающимся шасси.
Первый прототип поднялся в воздух 10 сентября 1949. На самолёте были установлены поршневые двигатели Gnome-Rhône 14R мощностью 1600 л.с. Их мощности оказалось недостаточно, и следующий прототип был оснащен более мощными двигателями Bristol Hercules 738/9 (производящимися во Франции по лицензии) — мощностью 2040 л.с. В этой конфигурации самолёт был запущен в серийное производство.

## Эксплуатация
Самолёт использовался, в первую очередь, в качестве военно-транспортного, в военных ведомствах следующих стран: Ангола, Джибути, Греция, Израиль, Нигер, Нигерия, Мозамбик, Португалия, Руанда, Франция, ФРГ, Уганда. Меньшее число самолётов использовалось гражданскими перевозчиками в таких странах как Алжир, Доминиканская Республика, Заир, Франция, ФРГ, Эквадор.
Во время войны в Алжире было уничтожено и разбилось 10 самолётов Nord Noratlas ВВС Франции. Погибло больше 50 пилотов и членов экипажа.
19 июня 1961 года «Норатлас» ВВС Франции был уничтожен миномётным огнём повстанцев в городе Бизерта в Тунисе.
Использовался Израилем во время вторжения в 1967 году. По западным данным был потерян по крайней мере один израильский Nord Noratlas, который был сбит сирийским истребителем МиГ-19С.
Во время войны на Истощение Израиль пробовал использовать «Норатласы» в качестве бомбардировщиков, применяя с них бомбы кустарного произаводства. 24 октября 1969 года два израильских Nord Noratlas были тяжело повреждены египетскими 57-мм зенитными орудиями С-60 во время попытки разбомбить мост Надж-Хаммади.
Последними были выведены из эксплуатации самолёты ВВС Франции (в модификации РЭБ); они прослужили до 1989 года.
В 2016 году было решено вновь вернуть самолёт в строй в качестве самолёта по подготовке парашютистов

## Модификации
- N 2500 — опытная модификация.
- N 2501 — серийный вариант с двигателями SNECMA Hercules 739.
- N 2501IS — вариант для ВВС Израиля.
- N 2501A — гражданский транспортный вариант с двумя двигателями SNECMA 758/759 Hercules мощностью 1650 л. с.
- N 2501D — вариант N 2501 адаптированный для Германии.
- N 2501E — стандартная модель N 2501 для испытаний вспомогательной силовой установки, состоявшей из двух турбореактивных двигателей Turbomeca Marbore II тягой 400 кгс, установленных на концах крыла.
- N 2502 — гражданский вариант Union Aéromaritime de Transport (UAT) с силовой установкой, состоявшей из двух двигателей SNECMA Hercules 758/759 и двух турбореактивных двигателей Marbore IIE.
- N 2502A — вариант N 2502, предназначенный для UAT.
- N 2502B — вариант с двигателями SNECMA 758/759 Hercules.
- N 2502C — грузовой вариант N 2502В.
- N 2503 — переобозначение самолета (F-WRFG) после установки на него для испытаний двух звездообразных двигателей Pratt & Whitney R-2800-CB17 мощностью 2500 л. с. Первый полет в январе 1956 года.
- N 2504 — вариант для ВМС Франции; летающий учебный класс для экипажей противолодочных самолетов (ASW); имел силовую установку варианта N 2501.
- N 2505 — предполагавшийся противолодочный (ASW) вариант.
- N 2506 — штурмовой транспортный вариант с такой же силовой установкой самолета N 2504.
- N 2507 — спасательный вариант с силовой установкой, что и на самолете N 2504.
- N 2508 — грузовой вариант с силовой установкой, состоявшей из двух звездообразных двигателей Pratt & Whitney R-2800-CB17 и из двух турбореактивных двигателей Turbomeca Marbore IIE.
- N 2508B — грузовой вариант.
- N 2509 — только проект.
- N 2510 — проект противолодочного варианта самолета Noratlas.
- N 2520 — проект для увеличения грузоподъёмности N 2502.

## Лётно-технические характеристики
Источник данных: 

Технические характеристики
- Экипаж: 4-5 чел.
- Пассажировместимость: 45 пехотинцев, или 36 десантников, или 18 раненых с медперсоналом
- Грузоподъёмность: 8,458 кг
- Длина: 21,95 м
- Размах крыла: 32,5 м
- Высота: 6,00 м
- Площадь крыла: 101,20 м²
- Масса пустого: 13075 кг
- Максимальная взлётная масса: 21000 кг
- Силовая установка: 2 × ПД SNECMA Bristol Hercules 739
- Мощность двигателей: 2 × 2040 л. с.

Лётные характеристики
- Максимальная скорость: 440 км/ч
- Крейсерская скорость: 396 км/ч
- Практическая дальность: 3000 км
- Практический потолок: 7500 м